# Andrea Nocetti
Andrea María Nocetti Gómez (Cartagena, 30 de marzo de 1978) es una modelo y actriz colombiana de ascendencia italiana. Es más conocida por su papel de Fernanda San Miguel en la telenovela Nuevo rico, nuevo pobre.

## Carrera
Su carrera comenzó siendo modelo. En el año 2000 fue coronada como Señorita Colombia. Como reina hizo una poco afortunada aparición en el Show de David Letterman donde cantó Noches de Cartagena.
En 2004 ingresó al mundo de la televisión. Participó en el reality show La granja Tolima, en 2005; en la novela El pasado no perdona, donde interpretó a Adriana León; y, en 2007, en Nuevo rico, nuevo pobre. En 2009 participa en Bermúdez, como Lucía Congote, personaje antagónico. Actualmente reside en Miami

## Filmografía

### Televisión
| Año       | Título                      | Personaje                                |
| --------- | --------------------------- | ---------------------------------------- |
| 2000      | Yo soy Betty la fea         | Ella misma (Señorita Colombia 2000-2001) |
| 2005-2006 | El pasado no perdona        | Adriana León                             |
| 2006      | Así es la vida              | Norma Abath                              |
| 2006-2007 | El engaño                   | Paola                                    |
| 2007-2008 | Nuevo rico, nuevo pobre     | Fernanda Sanmiguel                       |
| 2009      | Bermúdez                    | Lucía Congote                            |
| 2010      | El Cartel 2 la guerra total | Lina María Acevedo                       |
| 2013      | La Madame                   | Jimena                                   |
| 2014-2015 | En la boca del lobo         | Analía Echavarría                        |

## Cine
| Año  | Título                      | Personaje | Nota |
| ---- | --------------------------- | --------- | ---- |
| 2004 | El elefante rojo (corto)    | Andrea    |      |
| 2008 | Ni te cases ni te embarques | Isa       |      |

## Reality
| Año  | Título           | Rol          | Nota |
| ---- | ---------------- | ------------ | ---- |
| 2004 | La granja Tolima | Participante |      |

## Premios y nominaciones

### Premios TV y novelas
| Año  | Categoría                             | Telenovela/Serie        | Resultado |
| ---- | ------------------------------------- | ----------------------- | --------- |
| 2008 | Mejor actriz antagónica de telenovela | Nuevo rico, nuevo pobre | Nominada  |

### Premios India Catalina
| Año  | Categoría                                                | Telenovela/Serie        | Resultado |
| ---- | -------------------------------------------------------- | ----------------------- | --------- |
| 2010 | Mejor actriz antagónica de telenovela, serie o miniserie | Bermúdez                | Nominada  |
| 2008 | Mejor actriz antagónica de telenovela, serie o miniserie | Nuevo rico, nuevo pobre | Nominada  |

## Comerciales
- Agua Cristal
- Fedco Beauty
- Jolie de Vogue